# Nyírmihálydi
Nyírmihálydi is een plaats (község) en gemeente in het Hongaarse comitaat Szabolcs-Szatmár-Bereg. Nyírmihálydi telt 2019 inwoners (2001).